# Quartera
Der Quartera war ein spanisches Volumenmaß. Unterschieden wurde ein Getreidemaß, das in Katalonien (Barcelona) und auf den Balearen galt und ein Flüssigkeits- und Weinmaß auf diesen spanischen Inseln.

## Getreidemaß
Katalonien
Die Maßkette war
- 1 Salma/Tonnelada = 4 Quarteras = 48 Cortanes = 192 Picotins
- 1 Carga/Last = 2 ½ Quarteras
- 1 Quartera = 3449 Pariser Kubikzoll = 68 1/3 Liter (nach [2] 1 Quartera = 71 Liter)

Balearen
Die Maßkette war
- 1 Quartera = 6 Barcella = 36 Almudas = 3637 Pariser Kubikzoll = 72 1/14 Liter

## Flüssigkeitsmaß
Balearen
Das Flüssigkeitsmaß war für Wein und Branntwein nur auf den Balearen in Anwendung.
- 1 Quartera = 196 Pariser Kubikzoll = 3 8/9 Liter = 3,8879 Liter
- 6 ½ Quartenas = 1 Quartino
- 26 Quartenas = 1 Carga